# Prettig kerstfeest, May!
Prettig kerstfeest, May! is een stripalbum dat voor het eerst is uitgegeven in november 1995 met Bernard Cosendai als schrijver, tekenaar en inkleurder en Yves Amateis als grafisch ontwerper. Deze uitgave werd uitgegeven door Dupuis in de collectie vrije vlucht.